# Aleksander Wagner
Alexander Wagner (7 augustus 1868 - 1942) was een Poolse schaakmeester en -theoreticus gespecialiseerd in correspondentieschaak. Hij is de uitvinder van het Zwitsers gambiet en van de Poolse verdediging.